# Abha Dawesar
Abha Dawesar (Nuova Delhi, 1º gennaio 1974) è una scrittrice indiana.
Si è laureata all'Università Harvard e ha lavorato per alcuni anni nel settore finanziario: in quel periodo ha scritto il suo primo romanzo, Miniplanner. Di recente è stata nominata da Time Out New York come uno dei venticinque giovani autori emergenti ed è tornata a studiare, filosofia questa volta. 
In Italia è conosciuta per il suo romanzo Babyji.

## Opere
- Abha Dawesar, Babyji, Feltrinelli 2005. Traduzione a cura di Grazia Gatti. ISBN 8807701669.
- Miniplanner (2000) (pubblicato in India dalla Penguin Books col titolo The Three of Us)
- That Summer in Paris (2006)